# Jérémie Azou
Jérémie Azou (født 2. april 1989 i Avignon, Frankrig) er en fransk tidligere roer, olympisk guldvinder, dobbelt verdensmester og firedobbelt europamester.
Azou vandt, som makker til Pierre Houin, en guldmedalje i letvægtsdobbeltsculler ved OL 2016 i Rio de Janeiro. Der var 20 både til start i konkurrencen, og franskmændene vandt finalen foran Irland, der fik sølv, mens Norge tog bronzemedaljerne. Han deltog i samme disciplin ved OL 2012 i London, hvor den franske båd kom ind på fjerdepladsen.
Azou vandt gennem karrieren desuden to VM- og fire EM-guldmedaljer, alle i disciplinen letvægtsdobbeltsculler.
I 2017 annoncerede Azou sit karrierestop.

## OL-medaljer
- 2016:  Guld i letvægtsdobbeltsculler